# Хару Окумура
Хару Окумура (яп. 奥村 春, кириліз.: Окумура Хару), також відома під кодовим ім’ям Нуар (англ. Noir) — одна з головних персонажок відеогри Persona 5 (2016). Вона — учасниця команди самосудників Примарних крадіїв сердець і приєднується до групи однією з останніх. Її створив дизайнер персонажів Шіґенорі Соеджіма як «добру і сором’язливу» дівчину, виховану в заможній родині, яка прагне «змінити серце» свого батька, а також втекти від вимушеного шлюбу з аб’юзивним нареченим. Вона з’являється і в інших частинах серії, зокрема в Persona 5 Strikers та Persona 5 Tactica. Хару озвучили Харука Томацу та Занті Гюїн (англійською).
Хару загалом отримала позитивні відгуки, хоча в опитуваннях популярності серед основних персонажів зазвичай посідала низькі місця, що пов’язують із пізньою появою у грі та обмеженим екранним часом. Її образ у Strikers був сприйнятий значно краще, а такі критики, як Люк Планкетт, вважали, що в цьому спінофі вона розкрилася краще, ніж в оригінальній грі. Після розширеного сюжету у Persona 5 Royal, сприйняття Хару стало помітно позитивнішим.

## Створення
Хару Окумура — підлітка, створена дизайнером персонажів Шіґенорі Соеджімою для відеогри Persona 5 (2016). Вона навчається на третьому курсі старшої школи Академії Шюджін і є спадкоємицею бізнесу та статків свого батька. Під час навчання в Шюджіні вона разом з іншими учнями пробуджує в собі надприродні здібності, відомі як Персони, і стає членкинею команди самосудників Примарних крадіїв сердець. Ця команда бореться з аморальними або злочинними особами, проникаючи в Палаци — прояви викривлених людських бажань у світі, який називається Метасвіт. Кожен із членів команди переживає пробудження своєї Персони, яка виникає у відповідь на бажання до бунту, і отримує відповідний костюм та псевдонім. У випадку Хару це ім’я — Нуар. Художниця Акан'я Кабаяші назвала Хару однією зі своїх улюблених персонажок для малювання — завдяки зачісці каре. Хару — «мила й сором’язлива» дівчина, що виросла в заможній родині й була слухняною дочкою. Її задумали як персонажку, що спершу здається відстороненою — ніби вона з іншого світу — але стає дружнішою, коли зближується з командою. Персонаж Хіфумі Тоґо спочатку мав бути ігровою героїнею, однак її замінила Макото, а саму Хіфумі зробили другорядною. Один з елементів її задуму — контроль із боку дорослих — був перенесений у Хару. Хару це одна з небагатьох учасниць Примарних крадіїв, яка канонічно закохана в Джокера.
У Хару є Персона, на ім'я Міледі, яка згодом пробуджується до форми Астарта. Розробники хотіли підкреслити, що її Персона, як і сама Хару, була спершу штучною, але переросла в живу й справжню. Вони також провели паралелі між Хару та Макото: обидві — дівчата-однолітки, перебували під контролем дорослих і втратили батька, тож їхні Персони мають спільне коріння.

## Сприйняття
Сприйняття Хару Окумури було загалом позитивним, хоча вона посіла останнє місце в опитуванні серед ігрових персонажів Persona 5, що пов’язують із її пізнім приєднанням до сюжету й обмеженим часом на розкриття. Деякі критики вважали її сюжет другорядним чи нецікавим, але з виходом Persona 5 Strikers ставлення до неї суттєво покращилось: її образ став гостріше вираженим, дотепним і критичним до поліції, що вразило таких оглядачів, як Люк Планкетт та Саєн Меєр. Журналісти відзначали, що попри її добродушність і сором’язливість, вона має внутрішню силу, здатність змінюватися й емоційно зростати. У Royal та Tactica її образ також розкрився глибше. Окремі автори вбачали в її сюжеті відлуння жіночих архетипів, зокрема «змії» — жінки, обманутої й зміненої через біль і зраду, яка ламає соціальні норми й стає сміливою та незалежною. Це простежується у її трансформації після втечі від нав’язаного шлюбу. Також згадувалося, що роман із Хару в грі вважається недооціненим — через пізню появу персонажа та її віддалене розташування в саду, гравці часто обирали інших. Така подача, втім, відображає її замкнутий, тихий характер, а саму романтичну лінію вважали емоційно винагороджувальною. Дехто вказував, що персонажі як Хару, попри те, що виглядають «аутсайдерами», насправді мають привілейоване походження, що ускладнює їхню автентичну ізольованість — однак це не применшує її щирості та співпереживання, що особливо виражено в її діалогах і любові до природи.